# Свети Дух (Горна Брестница)
Вижте пояснителната страница за други значения на Свети Дух.
„Свети Дух“ е българска църква в село Горна Брестница, община Кюстендил.
Църквата се намира в село Горна Брестница. Построена е, видно от надпис в олтара, през 1882 г. Представлява еднокорабна постройка с три слепи купола на свода. Иконостасът е с дъсчена направа без резба, изпълнен с растителни орнаменти, с изключение на олтарните двери, които са резбовани. Иконите са от неизвестен живописец. Стенописите са рисувани през 1905 г.